# Флаг Прикубанского сельского поселения (Новокубанский район)
Флаг муниципального образования Прикуба́нское сельское поселение Новокубанского района Краснодарского края Российской Федерации — опознавательно-правовой знак, служащий официальным символом муниципального образования.
Флаг утверждён 28 февраля 2007 года и внесён в Государственный геральдический регистр Российской Федерации с присвоением регистрационного номера 4577.

## Описание
«Полотнище красного цвета с соотношением сторон 2:3, несущее посередине жёлтый цветок подсолнуха с двухцветной, голубой и зелёной, сердцевиной, разделённой жёлтой дубовой ветвью».

## Обоснование символики
Флаг языком символов и аллегорий отражает исторические, культурные и экономические особенности сельского поселения.
Красный цвет символизирует труд, борьбу, красоту и праздник.
Цветок подсолнуха символизирует растениеводство — основной вид занятий и экономики поселения.
Жёлтый цвет цветка подсолнуха символизирует величие, достаток, прочность и тёплое южное солнце.
Жёлтая ветка дуба в центре цветка подсолнуха аллегорически показывает реликтовый лес, находящийся на территории поселения, а также символизирует силу, выносливость, доблесть, добродетель.
Голубой цвет (лазурь) символизирует чистое небо, честь, искренность, возвышенные устремления.
Зелёная часть полотнища аллегорически указывает на начало Ставропольского горного плато. Зелёный цвет символизирует природу и сельское хозяйство поселения, а также плодородие, жизнь, здоровье, надежду, радость.